# Ahmed Cemal
Ahmed Cemal Pasza (tur. Ahmed Cemâl Paşa, ur. 6 maja 1872 w Mitylenie, zm. 21 lipca 1922 w Tyflisie) – turecki oficer, przedstawiciel ruchu młodotureckiego, członek triumwiratu Trzech Paszów, obok Envera Paszy i Talaata Paszy i wraz z nimi odpowiedzialny za ludobójstwo: Ormian, Asyryjczyków i Greków pontyjskich.

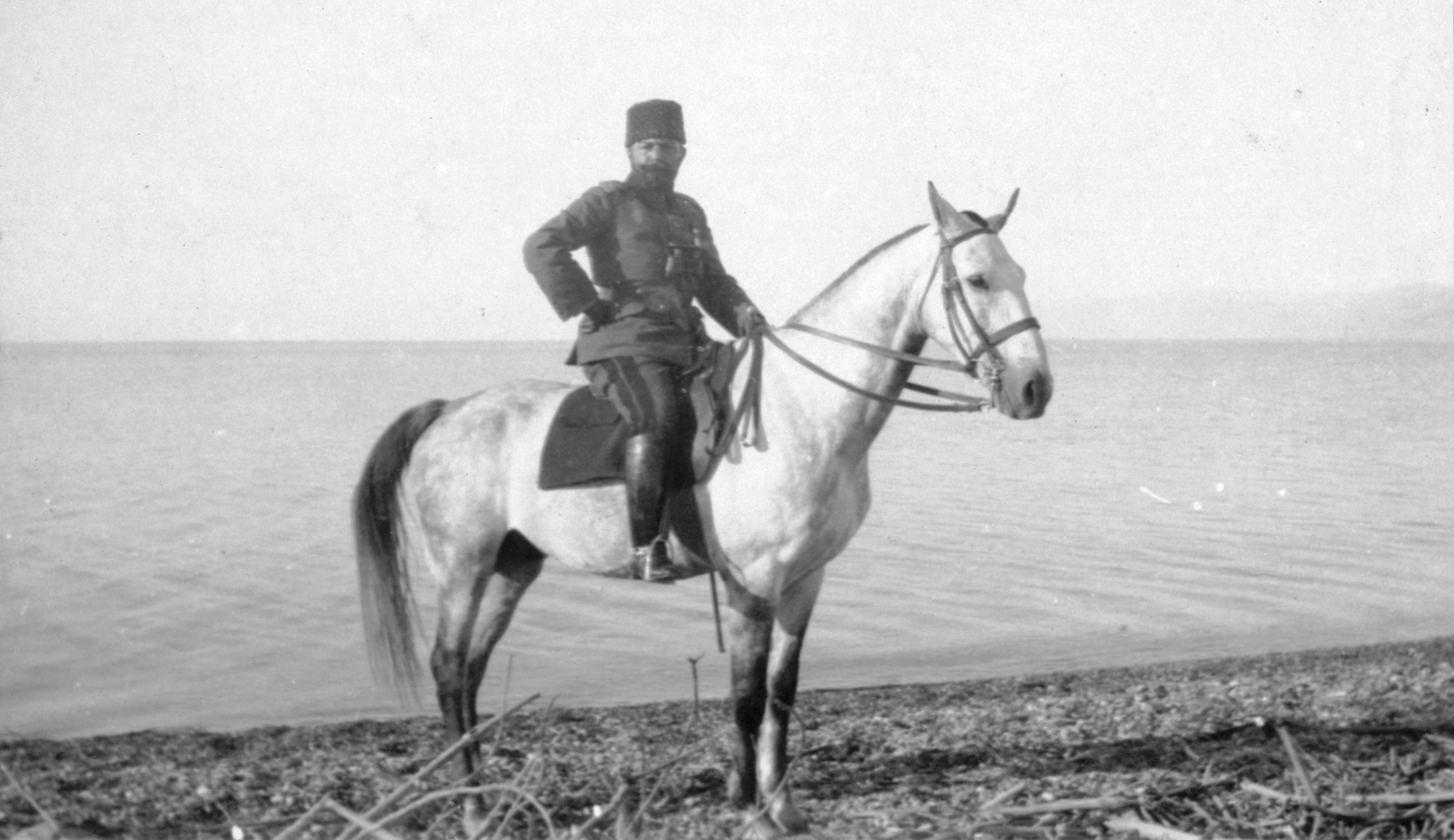
Cemal Pasza nad brzegiem Morza Martwego, 1915

## Życiorys
Do ruchu młodotureckiego przystąpił w 1906 roku. W roku 1911 został mianowany gubernatorem Bagdadu. Następnie odznaczył się w wojnach bałkańskich, a po rewolucji młodotureckiej został 23 stycznia 1913 roku mianowany komendantem wojskowym Stambułu i ministrem robót publicznych w rządzie imperium osmańskiego. W 1914 roku został ministrem marynarki wojennej, którym pozostawał do roku 1918. Cemal Pasza, obok Taalata Paszy i Envera Paszy, stał się członkiem faktycznie rządzącego Turcją od roku 1913 nieformalnego triumwiratu młodotureckiego. Triumwirat ów rządził imperium osmańskim, aż do jego klęski w I wojnie światowej w październiku 1918 roku.
Po wybuchu I wojny światowej w lipcu-sierpniu 1914, Cemal opowiadał się za sojuszem turecko-francuskim i udał się na negocjacje do Paryża. Francja, z uwagi na tajne porozumienia z Imperium Rosyjskim, przewidujące nabytki terytorialne Rosji kosztem Turcji (zachodnia Armenia i Stambuł – stolica Imperium Osmańskiego), nie mogła zagwarantować integralności terytorialnej państwa tureckiego, co było warunkiem sojuszu. Rokowania turecko-francuskie zakończyły się w konsekwencji fiaskiem, a Cemal przyłączył się do Taalata i Envera, opowiadających się za przyłączeniem się Turcji do militarnego bloku Państw Centralnych (Cesarstwo Niemieckie i Austro-Węgry).
Po wypowiedzeniu wojny Imperium Osmańskiemu przez Ententę 4–5 listopada 1914 roku, w 1915 roku Cemal został mianowany dowódcą wojsk tureckich, operujących przeciwko armii brytyjskiej w Egipcie. Po klęsce ofensywy tureckiej zagrażającej Kanałowi Sueskiemu poniósł szereg klęsk w obronie, tracąc wreszcie w grudniu 1917 roku Jerozolimę.
Od 1916 roku zmagał się z inspirowanym przez Brytyjczyków powstaniem arabskim (Lawrence z Arabii). Po zajęciu francuskich konsulatów w Bejrucie i Damaszku i odkryciu tajnych akt dokumentujących powiązania powstańców arabskich z Brytyjczykami i Francuzami, a także listy nazwisk członków arabskiej konspiracji, rozpoczął masowe represje wobec arabskich elit stanowiących przywództwo ruchu, w tym członków organizacji arabskiej Al-Fatat. Do końca 1917 roku sprawował ze swej kwatery w Damaszku praktycznie niepodzielną władzę nad południową częścią Imperium Osmańskiego. W końcu 1917 roku powrócił do Stambułu, by ograniczyć się do wykonywania cały czas zajmowanej funkcji ministra marynarki wojennej imperium.
Po klęsce, dymisji rządu Taalata Paszy 8 października 1918 roku i podpisaniu 30 października zawieszenia broni z Mudros, 2 listopada 1918 roku Cemal, wraz z siedmioma przywódcami partii młodotureckiej, wyjechał do Niemiec, a następnie udał się do Szwajcarii.
Wojskowy sąd Imperium Osmańskiego skazał Cemala zaocznie na karę śmierci za prześladowania arabskich poddanych imperium. Cemal, pragnąc kontynuować walkę z Brytyjczykami, wyjechał przez Moskwę do Azji Środkowej, gdzie uczestniczył w modernizacji armii Afganistanu. Po okupacji Gruzji przez Armię Czerwoną (luty 1921 rok) przybył do Tyflisu. W Tbilisi został w odwecie za ludobójstwo Ormian zabity, wraz ze swym sekretarzem, przez ormiańskiego zamachowca, choć osobiście nie podejmował decyzji, ani nie uczestniczył w masowych mordach na ludności ormiańskiej.
Jego ciało zostało przewiezione do Erzurum i tam też został pochowany.